# 양주군 을
양주군 을은 대한민국의 옛 국회의원 선거구이다. 당시 경기도 양주군의 일부 지역을 관할했다.

## 역사
제헌 국회의원 선거를 앞두고 양주군 화도면, 와부면, 미금면, 구리면, 노해면, 진건면, 진접면을 관할하는 선거구로 신설되었다.
1963년 1월, 노해면이 서울특별시 성북구에 편입되었으며 구리면 상봉리·중화리·묵동리·신내리·망우리가 서울특별시 동대문구에 편입되었다. 이에 제6대 국회의원 선거를 앞두고 해당 지역들이 동대문구 을 선거구와 성북구 을 선거구로 편입되었다. 또한 나머지 지역들은 의정부시·양주군 선거구를 이루게 됨에 따라 폐지되었다.

## 역대 국회의원
| 선거   | 정당 | 정당       | 의원   |
| ------ | ---- | ---------- | ------ |
| 1948년 |      | 무소속     | 이진수 |
| 1950년 |      | 민주국민당 | 이진수 |
| 1954년 |      | 무소속     | 강승구 |
| 1958년 |      | 자유당     | 강성태 |
| 1960년 |      | 민주당     | 강승구 |

## 역대 선거 결과

### 대한민국 제헌 국회의원 선거
|  | 26.23% |

|  | 21.88% |

|  | 20.61% |

|  | 13.56% |

|  | 6.84% |

|  | 6.31% |

|  | 4.54% |

### 대한민국 제2대 국회의원 선거
|  | 100.00% |

|  | 0% |

|  | 0% |

|  | 0% |

|  | 0% |

|  | 0% |

|  | 0% |

|  | 0% |

|  | 0% |

|  | 0% |

|  | 0% |

|  | 0% |

|  | 0% |

|  | 0% |

|  | 0% |

|  | 0% |

|  | 0% |

### 대한민국 제3대 국회의원 선거
|  | 56.05% |

|  | 38.55% |

|  | 5.39% |

### 대한민국 제4대 국회의원 선거
|  | 33.72% |

|  | 31.18% |

|  | 21.13% |

|  | 4.93% |

|  | 4.65% |

|  | 4.36% |

### 대한민국 제5대 국회의원 선거
|  | 25.87% |

|  | 23.24% |

|  | 12.80% |

|  | 10.66% |

|  | 7.72% |

|  | 5.44% |

|  | 5.33% |

|  | 3.17% |

|  | 3.01% |

|  | 2.72% |